# Pramila Rijal
Pramila Rijal (Chisapani, 1º maggio 1985) è una velocista nepalese.
Nel 2009 prese parte ai campionati asiatici di atletica leggera nelle gare dei 200 e 400 metri piani, ma in entrambi i casi non si qualificò per la fase finale. Nel 2012 partecipò ai Giochi olimpici di Londra, dove fu eliminata nelle batterie di qualificazione dei 100 metri piani.

## Palmarès
| Anno | Manifestazione  | Sede   | Evento      | Risultato   | Prestazione | Note |
| ---- | --------------- | ------ | ----------- | ----------- | ----------- | ---- |
| 2009 | Asiatici        | Canton | 200 m piani | Batteria    | 27"35       |      |
| 2009 | Asiatici        | Canton | 400 m piani | Semifinale  | 1'00"47     |      |
| 2012 | Giochi olimpici | Londra | 100 m piani | Preliminare | 13"33       |      |